# Boulevard de l'Europe (Rouen)
Pour les articles homonymes, voir Boulevard de l'Europe.
Le boulevard de l'Europe est une voie publique de la commune française de Rouen.

## Situation et accès
Il est situé en rive gauche de la Seine, entre le pont de l'Europe et l'avenue Jean-Rondeaux et permet la liaison entre la voie rapide Sud III et le pont Mathilde.
Il sépare le quartier Saint-Sever du quartier Saint-Clément - Jardin-des-Plantes et du quartier Grammont – Europe.
Le métro suit son parcours de l'avenue de Bretagne - avenue de Caen jusqu'à la rue de Sotteville. Il y a deux arrêts : les stations Europe et Honoré de Balzac.
Plusieurs stations de vélos en libre-service Lovélo y sont présentes.
Rues adjacentes
- Rue Desseaux
- Rue d'Emendreville
- Rue de Lessard
- Rue du Mail
- Rue David-Ferrand
- Rue Césaire-Levillain
- Rue Ledru-Rollin
- Rue Pierre-Renaudel
- Rue de Sotteville
- Rue Octave-Crutel
- Allée du Hameau-Saint-Sever
- Rue d'Elbeuf
- Rue Louis-Blanc
- Rue Saint-Julien
- Rue Henri-Gadeau-de-Kerville
- Rue des Murs-Saint-Yon
- Avenue de Caen
- Avenue de Bretagne
- Rue Barcelone
- Rue aux Anglais
- Rue du Docteur-Merry-Delabost
- Rue du 74e-Régiment-d'Infanterie

## Origine du nom
Cette voie porte le nom d'Europe en référence à l'Union européenne.

## Historique
Cette voie rapide a été percée de 1980 à 1986.
L'auberge de jeunesse de Rouen s'y trouvait jusqu'en 1996.

## Bâtiments remarquables et lieux de mémoire
- no 7 : Clinique Mathilde
- no 73 : Clinique de l'Europe
- no 114 : Piscine Denis-Diderot
- no 115 : Manoir de Saint-Yon. Actuellement Atrium.
- no 135 : Chambre de métiers et de l'artisanat de la Seine-Maritime
- no 149 : immeuble de bureaux dû à l'architecte Alain Elie (2011)[2]
- no 150 : Institut national de la boulangerie pâtisserie
- no 169 : Maison d'arrêt de Rouen